# Medicine (Jennifer Lopez)
Medicine è un singolo della cantante statunitense Jennifer Lopez, realizzato in collaborazione con il rapper French Montana, pubblicato il 3 aprile 2019.

## Descrizione
Il brano è la terza collaborazione di Jennifer Lopez con French Montana, con il quale la cantante aveva già collaborato nel 2014 per l'album A.K.A. nei brani Same Girl e I Luh Ya Papi.
Il 17 maggio 2019 è stato pubblicato un remix ufficiale della canzone realizzato dal DJ Steve Aoki.

## Video musicale
Il videoclip del brano, diretto da Jora Frantzis, è stato pubblicato sul canale YouTube di Jennifer Lopez il 5 aprile 2019. Nel video la cantante esegue la canzone in un'ambientazione circense.
Il 17 maggio 2020 è stato pubblicato un nuovo video per il remix ufficiale della canzone realizzato da Steve Aoki.

## Classifiche
| Classifica (2019) | Posizione massima |
| ----------------- | ----------------- |
| Bolivia           | 16                |
| Canada            | 91                |